# 잉글랜드의 종교 개혁
잉글랜드의 종교 개혁( - 宗敎改革, 영어: English Reformation)은 잉글랜드 교회가 교황의 권위와 로마 가톨릭교회로부터 단절한 16세기에 일련의 사건들이었다. 이 사건들은 부분적으로 유럽 개신교 종교 개혁의 광범위한 과정과 관련이 있었는데, 이는 이 기간 동안 유럽 전역에서 기독교의 실천에 영향을 미쳤던 종교 및 정치 운동이었다. 봉건제의 쇠퇴와 민족주의의 붕괴, 상법의 등장, 인쇄기의 발명 및 성경의 유통 증가, 학자들 사이의 새로운 지식과 사상의 전파에 기인하였다.

## 배경

### 헨리 8세:결혼과 욕망

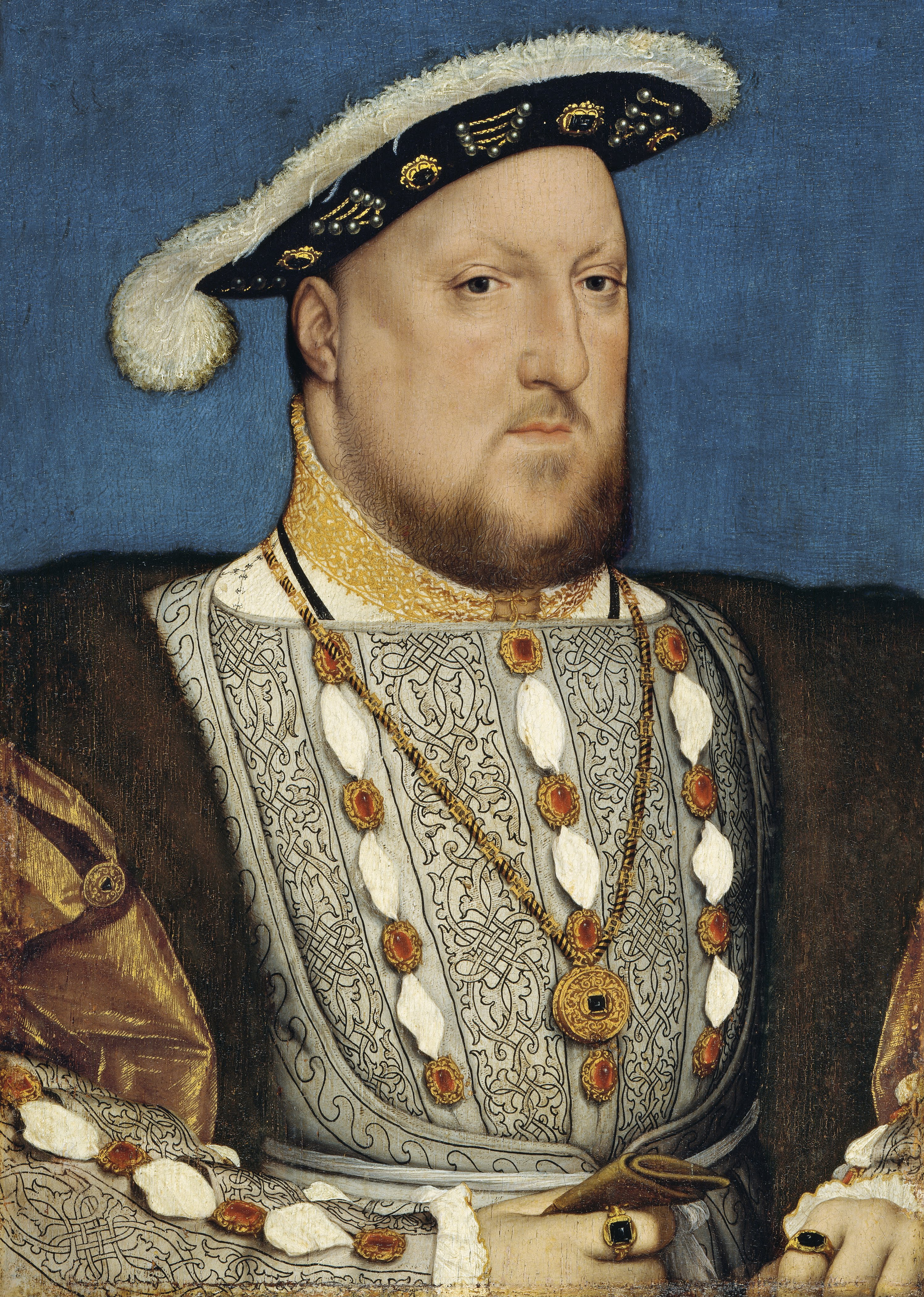
잉글랜드의 헨리 8세

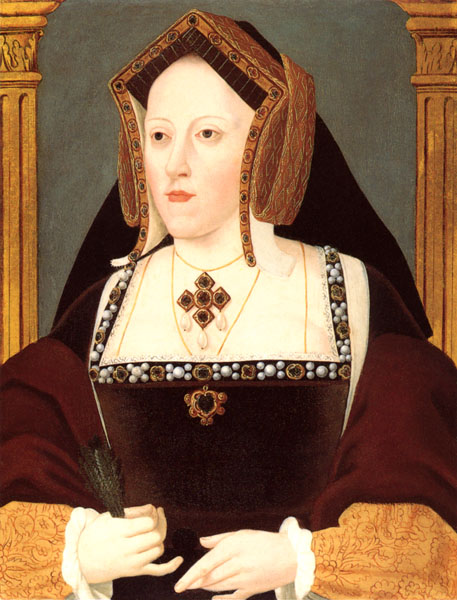
헨리 8세의 첫 번째 아내인 아라곤의 캐서린

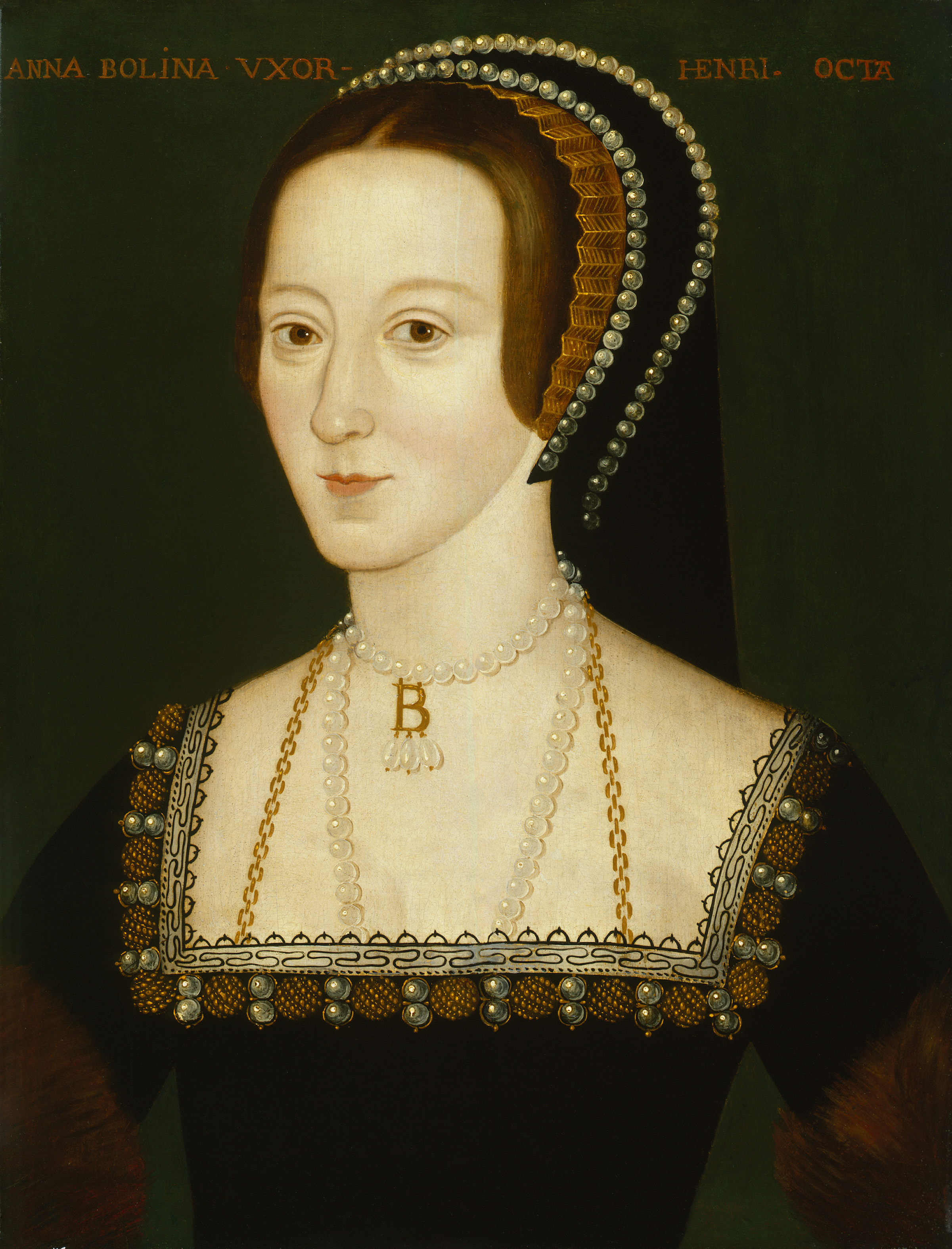
헨리 8세의 두번째 부인 앤 볼린

잉글랜드의 종교개혁은 국왕 헨리 8세가 왕권을 물려줄 적장자(왕세자)를 얻고자 노력한 결과물이었다. 잉글랜드 튜더 왕실은 본대 교황의 충실한 지지 세력이었다. 1520년에는 마르틴 루터를 공격하는 소책자 표지에 잉글랜드 왕 헨리 8세의 이름을 올리기도 했을 정도로 잉글랜드는 종교개혁에 별로 관심이 없었다. 교황은 이런 헨리 8세에게 '교회의 수호자'(FD, Def,)칭호를 수여하기도 했다. 헨리는 형수였지만 에스파냐와의 동맹을 유지할 목적으로 스페인 왕녀출신 캐서린과 결혼했다.
캐서린은 아들을 낳지 못했을 뿐만아니라 폐경으로 더 이상 아이를 낳지 못하게 되었고 헨리 8세는 이혼을 강요하며 후일 '천일의 앤'이라고 불리는 앤 불린(Anne Boleyn)이라는 여인과 결혼을 추진했다. 아울러 헨리 8세는 교황 클레멘스 7세에게 혼인을 무효로 해 달라는 요청을 한다. 그러나 교황은 이를 간단히 처리할 수 없었다. 당시 교황은 신성로마제국의 황제 카를 5세의 위세에 눌려 있었는데, 바로 헨리 8세의 왕비 캐서린은 황제 카를 5세의 조카였기 때문이다.
황제의 분노를 감당할 자신이 없어 눈치를 보던 교황은 헨리 8세의 요청을 거절한다. 그러나 헨리 8세는 임신한 앤 불린과 1533년 1월 결혼을 하고 5월에는 세상을 떠난 캔터베리 대주교의 뒤를 이어 자신을 강력하게 지지하는 크랜머를 임명해 버린다. 크랜머 대주교는 국왕의 총애를 받으면서 캐서린과의 결혼은 무효라고 선언해 버리고 교황은 앤 불린과의 결혼을 이유로 국왕 헨리 8세를 파문해 버린다. 결국 이 일로 잉글랜드 교회의 수장은 이제부터 바티칸이 아니라 자신이라고 선언해 버린다. 이것을 소위 '수장령'이라고 부른다. 이후 로마 교황의 영향력을 차단하기 위해 잉글랜드 내에 있는 수도원 재산 몰수, 기도서 재정을 통해 로마 교황청과 분리의 길을 걷게 된다.

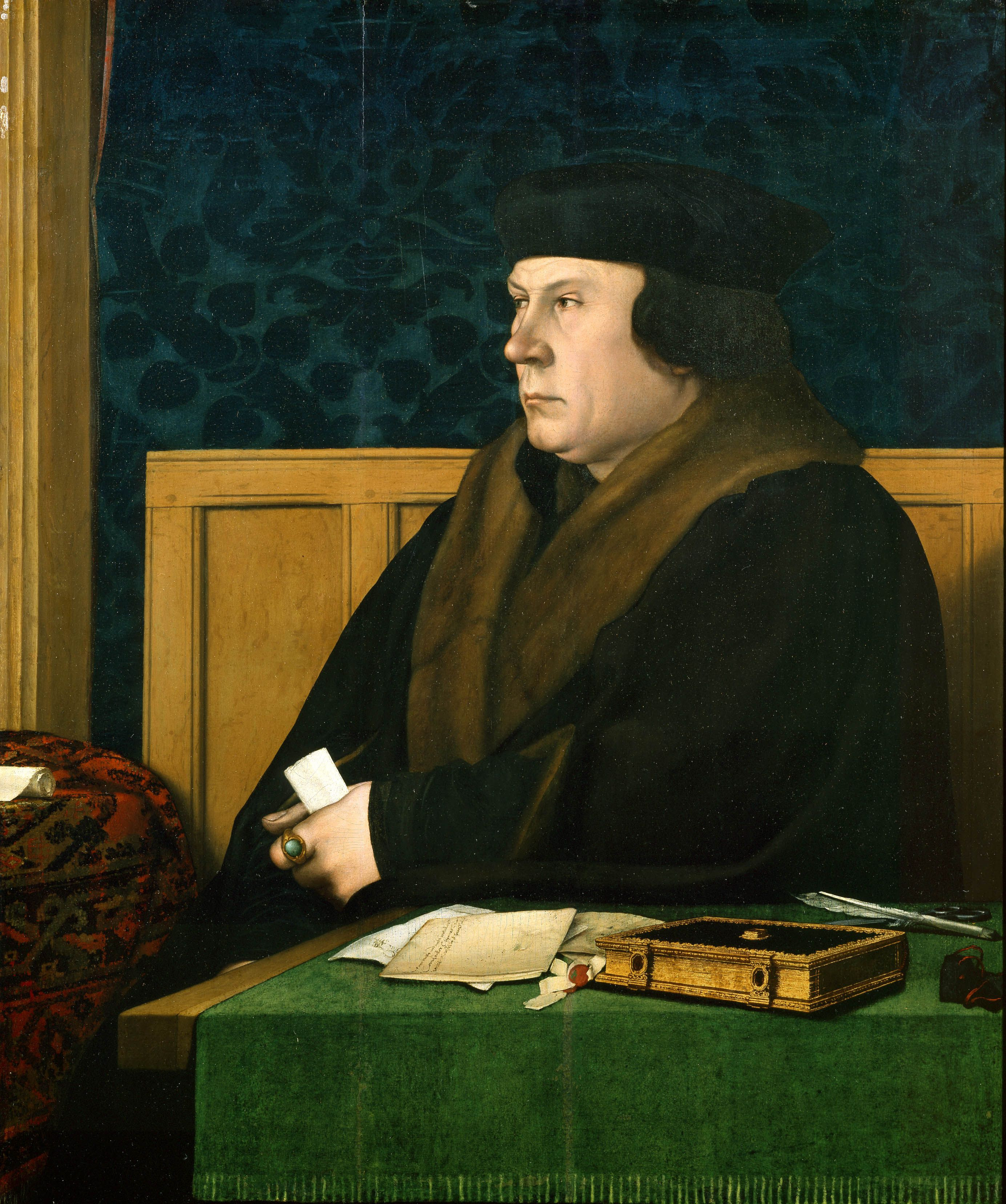
토마스 크롬웰 (c 1485-1540), 헨리 VIII 의 수석 장관 (1532-40)

## 가톨릭 반동

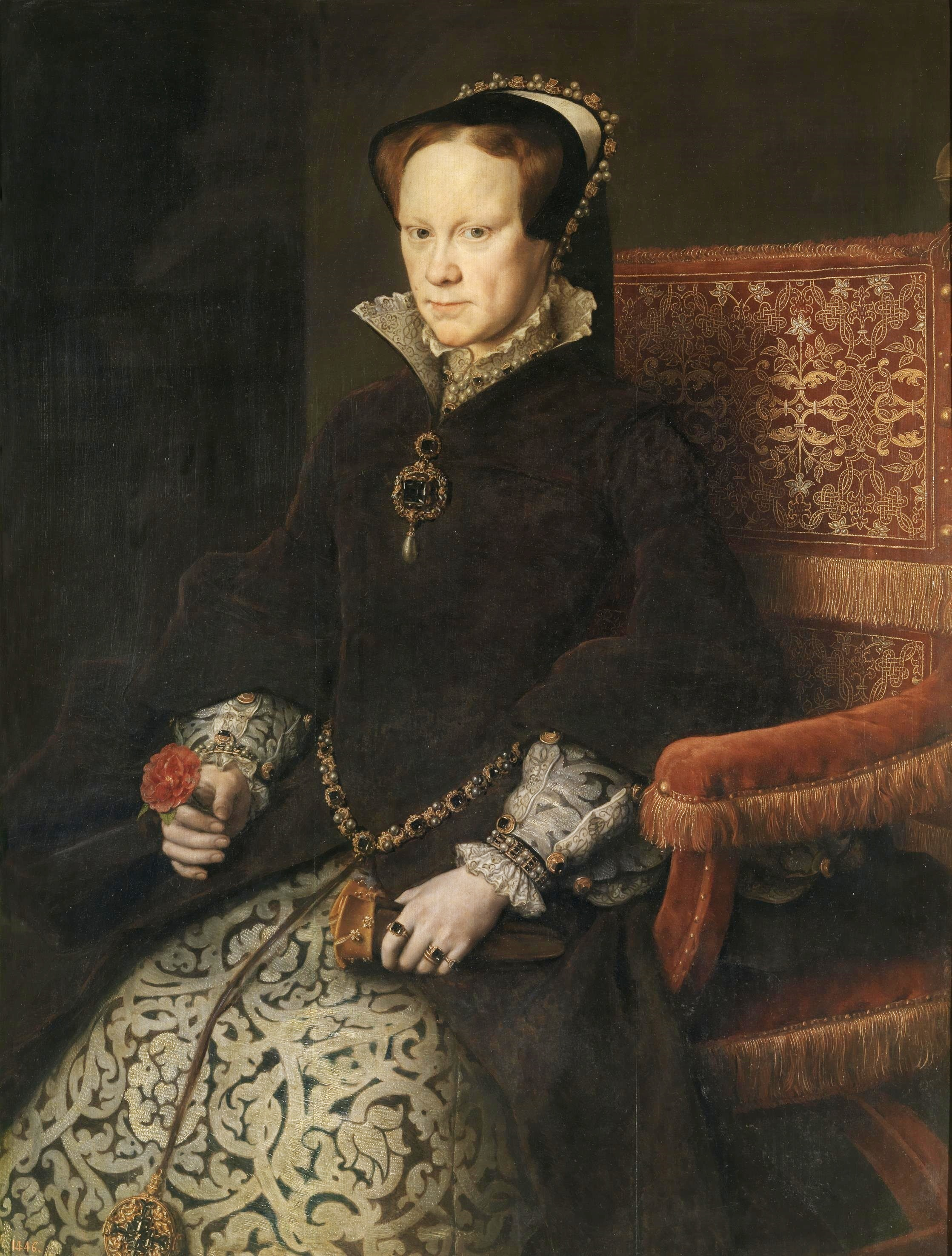
메리 여왕 1세

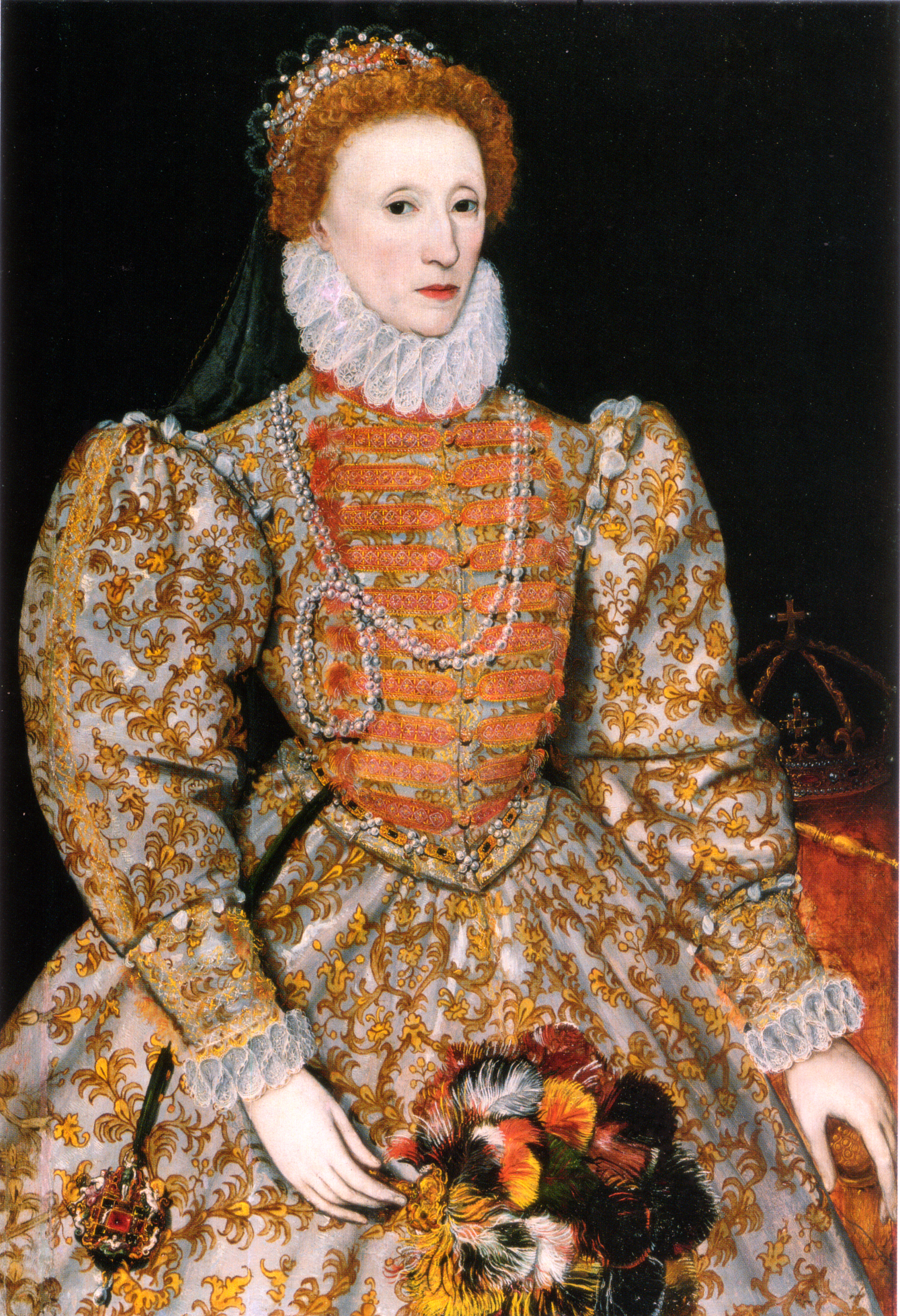
엘리자베스 여왕

잉글랜드의 종교개혁은 그리 간단치 않았다. 헨리 8세의 세 번째 왕비인 제인 시모어(Jane Seymour)은 그토록 오랫동안 기다리던 아들을 출산한다. 제인은 열악한 의료환경으로 인한 출산 후유증으로 얼마 뒤에 세상을 떠났고, 국왕 헨리는 세 명의 왕비를 더 맞게 된다. 헨리 8세가 세상을 떠나자, 제인 시무어가 낳은 아들 8살의 에드워드 6세가 국왕으로 등극하지만, 금방 세상을 떠난다. 이후 국왕에 오른 사람은 헨리 8세에 의해 강제로 이혼당한 캐서린과 사이에 낳은 유일한 혈육 메리 튜더(메리 1세 (잉글랜드)) 가 여왕으로 왕좌를 차지한다. 메리는 잉글랜드를 옛날처럼 가톨릭 국가로 되돌리려고 애썼다. 성공회의 반발은 있었지만 가톨릭 측에서는 그들의 종교개혁이었다. 그녀는 자신과 신앙이 다르다는 이유로 개신교인 3백명 이상을 화형대에 세운다. 그래서 블러드 메리(피의 여왕 메리/Bloody Mary)라고 부른다. 그녀에 의해서 순교당한 사람중에는 헨리 8세의 열렬한 지지자 크랜머 대주교도 포함된다.
그러나 메리도 후계자없이 왕위에 오른지 불과 6년만에 사망한다.

## 엘리자베스 1세
메리 1세 사후에 앤 볼린의 딸이었던 엘리자베스가 여왕에 오른다. 아마 메리가 그렇게 일찍 세상을 떠나지 않았더라면 잉글랜드는 영원히 가톨릭 국가로 남았을지 모른다. 엘리자베스 1세는 성공회를 부활시켜 카톨릭과 개신교의 중도적인 교리를 만들고 이로 잉글랜드 교회를 이끌었다.

## 같이 보기
- 반가톨릭주의
- 화약 음모 사건
- 잉글랜드의 역사